# Elastomer
Elastomêr je material, ki se lahko po deformaciji sam vrne v začetno obliko.
Elastomeri so iz šibko zamreženih polimernih verig. Stopnja zamreženosti je manjša kot pri duromerih. Med vozlišči so odseki polimerne verige močno zaviti. Pri delovanju zunanje sile se verige odvijajo in raztezajo, po razbremenitvi pa se ponovno zvijejo. Zato se lahko elastomeri močno elastično deformirajo, ne da bi pri tem trajno spremenili svojo začetno obliko. V neobremenjenem stanju so makromolekulske verige močno zavite, ker je takšno stanje energijsko najugodnejše.